# NGC 523
NGC 523 = NGC 537 = Arp 158 ist eine Spiralgalaxie im Sternbild Andromeda, welche etwa 219 Millionen Lichtjahre von der Milchstraße entfernt ist. Halton Arp gliederte seinen Katalog ungewöhnlicher Galaxien nach rein morphologischen Kriterien in Gruppen. Diese Galaxie gehört zu der Klasse Galaxien mit innerer Absorption.
Die Galaxie NGC 523 wurde am 13. September 1784 von dem deutsch-britischen Astronomen Friedrich Wilhelm Herschel entdeckt. Heinrich Ludwig d’Arrest beobachtete am 23. August 1862 dieselbe Galaxie. Die Doppelbeobachtung wurde jedoch nicht erkannt und so erhielt die Beobachtung von d’Arrest die Nummer NGC 523 und die von Herschel NGC 537.

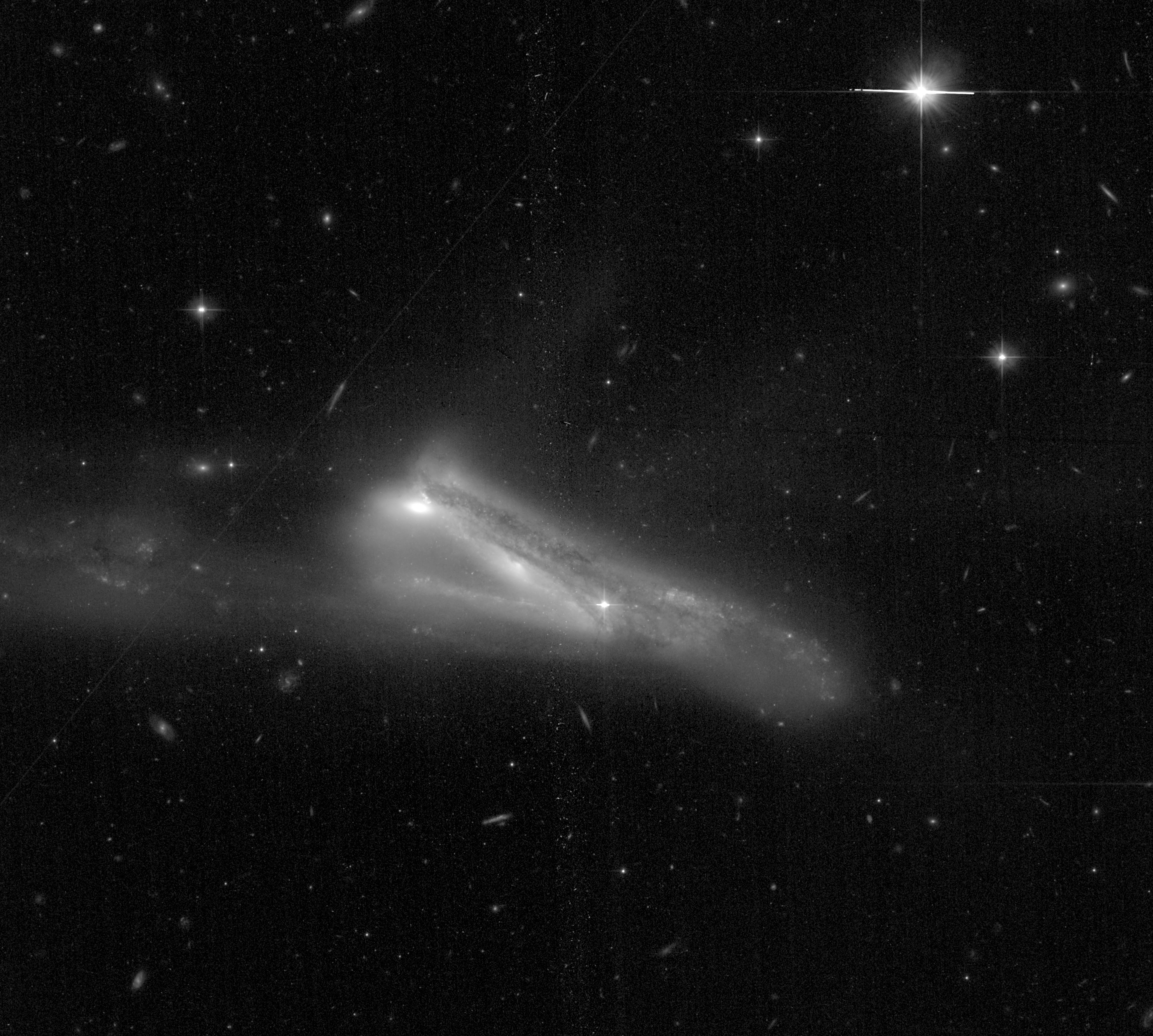
Aufnahme mithilfe des Hubble-Weltraumteleskops